# Etilni alkohol poljoprivrednog podrijetla
Etilni alkohol poljoprivrednog podrijetla je u smislu Pravilnika o jakim alkoholnim pićima Republike Hrvatske, etilni alkohol ove skupine obilježja. Senzorska svojstva su mu takva da mu se ne smije osjetiti miris ni okus drugačiji od onoga koji potječe od upotrijebljenih sirovina. Najmanja alkoholna jakost mu je 96,0 % vol. Najveći udio ostataka je:
- ukupna kiselost (izražena kao octena kiselina): 1,5 grama po hektolitru preračunato na 100 % vol. alkohola,
- esteri (izraženi kao etil acetat): 1,3 grama po hektolitru preračunato na 100 % vol. alkohola,
- aldehidi (izraženi kao acetaldehid): 0,5 grama po hektolitru preračunato na 100 % vol. alkohola,
- viši alkoholi (izraženi kao 2-metilpropan-1-ol): 0,5 grama po hektolitru preračunato na 100 % vol. alkohola,
- metanol: 30 grama po hektolitru preračunato na 100 % vol. alkohola,
- suhi ekstrakt: 1,5 grama po hektolitru preračunato na 100 % vol. alkohola,
- hlapive baze koje sadrže dušik: 0,1 grama po hektolitru preračunato na100 % vol. alkohola,
- furfural ne smije sadržavati.[1]